# Mart Ojavee
Mart Ojavee (Tallinn, 9 november 1981) is een Estisch wielrenner die onder andere uitkwam voor Team Champion System. Hij werd in 2011 Ests kampioen op de weg.

## Belangrijkste overwinningen
2007
1e en 4e etappe An Post Rás
7e etappe Ronde van Bulgarije
2008
1e etappe deel A Vijf ringen van Moskou
GP Tallinn-Tartu
4e etappe Way to Pekin
2009
Grote Prijs van Donetsk
2011
 Estisch kampioen op de weg, Elite
Arakelyan · Beuchat · Boillat · Burghardt · Herz · Jörg · Kharatyan · Kirsipuu · Korkotyan · Locke · Matsuo · Mkrtchyan · Ojavee · Stauder · Wang · Williams
Beuchat · Boillat · Bourgeouis · Burghardt · D.M.Chau · W.M.Chau · Fankhauser · Friedemann · Gollman · Kirsipuu · Locke · Ojavee · Tang · Tazreiter · Williams · Wong · Wu
Avery · Boillat · Butler · Clarke · Friedemann · Gardeyn · Jiang · Jiao · Kemps · Kirsipuu · Lewis · Liu · Manan · Ojavee · Othman · Wong · Wu · Wurf · Xu
Anderson · Avery · Bell · Beyer · Brammeier · Butler · Feng · Friedemann · Gazvoda · Jang · Jiang · Jiao · Lewis · Liu · Nishizono · Ojavee · Othman · Roth · Schnaidt · Tang · Traksel · Wu · Xu · Brenes (stagiair) · Cheung (stagiair) · Smith (stagiair)